# Road Crew
Road Crew foi uma banda de garagem americana de Los Angeles, Califórnia, formada em 1984. A banda era composta pelos futuros membros do Guns N' Roses Slash, Steven Adler e Duff McKagan.
Após sua demissão do Guns N' Roses em 1990 Adler reformulou a Road Crew em 1991 com uma nova formação composta por Davy Vain, Jamie Scott, Ashley Mitchell (todos ex Vain), e Shawn Rorie. Eles gravaram um álbum mas devido ao abuso de drogas de Adler a banda se desfez novamente e o álbum não foi lançado.

## Membros
- Slash – guitarra (1984)
- Duff McKagan – baixo (1984)
- Steven Adler – bateria (1984, 1991)
- Davy Vain – vocais (1991)
- Shawn Rorie – guitarra (1991)
- Jamie Scott – guitarra (1991)
- Ashley Mitchell – baixo (1991)